# Super Bowl
A Super Bowl a fő amerikaifutball-bajnokság, az NFL döntője. Az NFL két konferenciája, az AFC és az NFC győztese játssza egymással. Az USA-ban kisebb fajta nemzeti ünnepnek számít az esemény, milliók nézik a televízióban. Az amerikaifutball egyre nagyobb nemzetközi népszerűsége okán a világ többi táján is egyre több nézője van, bár Európában az időeltolódás miatt hajnalra csúszik a mérkőzés közvetítése, mivel az Egyesült Államokban a reklámok szempontjából oly fontos vasárnap esti főműsoridőben kezdik a mérkőzést. Az első Super Bowlt 1967-ben rendezték a két rivális amerikaifutball liga (AFL, NFL) győztesei között, ekkor még AFL-NFL World Championship Game néven. Az AFL, és az NFL 1970-es egyesülése óta nevezik a mérkőzést hivatalosan is Super Bowlnak.

## Múltja, és jelene

### A kezdetek
A Super Bowlt az AFL és az NFL közötti egyesüléssel együtt hozták létre. 1966-ban kezdődtek meg a komolyabb tárgyalások a két rivális liga között az összeolvadásról. Az egyik első számú cél egy „nagydöntő” létrehozása volt a két liga győztese között. 1970-ig, amíg formálisan nem egyesült a két bajnokság, a mérkőzés hivatalos neve AFL-NFL World Championship Game (AFL-NFL világbajnoki döntő) volt. Az első ilyen mérkőzést 1967 januárjában rendezték a Green Bay Packers, és a Kansas City Chiefs részvételével.
A tárgyalások előrehaladtával új nevekre is érkeztek javaslatok. Az NFL akkori elnöke, Pete Rozelle javaslata a „The Big One” volt, ám az AFL alapítója, és a Chiefs főnöke Lamar Hunt viccből azt mondta, hogy a döntőt Super Bowlnak kellene hívni. Ez akkor jutott eszébe, amikor látta a kislányát egy „Super Ball” nevű játékkal játszani (a labda ma a Pro Fotball Hall of Fame-ben van kiállítva Cantonban). Az egyetemi bajnokságokban a szezon utáni mérkőzések hagyományos elnevezése valamilyen „Bowl” (például Rose Bowl, az első ilyen mérkőzés). A Bowl (tál) elnevezés az első, 1902-ben lejátszott Rose Bowl helyszínére utal, melyet a hasonló nevű, tál alakú stadionban játszottak. Az elnevezést ideiglenesen elfogadták, amíg jobbat nem találnak. A Super Bowl kifejezés megragadt a köztudatban, és a szurkolók, valamint a média is szívesebben használta az egyelőre nem hivatalos, de rövidebb kifejezést. A harmadik döntőt végül 1969-ben már hivatalosan is ezzel a névvel tartották meg.
Az első négy Super Bowl még valóban a két liga győztese között zajlott, de az 1970-es egyesülés után létrehozták a két, ma is létező konferenciát, az American Football Conference-t, illetve a National Football Conference-t. Az AFC-ben a volt AFL-es csapatok, plusz három eredeti NFL-es csapat kapott helyet, a maradék NFL csapat alkotta az NFC-t. Azóta a két konferencia győztese között zajlik a döntő.
A Super Bowl győztese a Vince Lombardi-trófeát kapja meg, melyet a Green Bay legendás edzőjéről neveztek el, aki az első két Super Bowlt megnyerte csapatával. 1970-es halála után kapta a serleg a nevet, a Super Bowl V-ön már e néven adták át.

### Super Bowl a televízióban
A Super Bowl az egyik legnézettebb műsorrá vált az évek során az Egyesült Államokban. Általában 100–110 millió ember nézi végig. Bár létezik egy elterjedt tévhit arra nézve, hogy a meccset 1 milliárd ember nézi világszerte élőben, ez igencsak téves adat, és valószínűleg abból ered, hogy a potenciális nézőszám a világon valóban nagyjából ennyi. Ez azt jelenti, hogy ennyi embernek van lehetősége megnézni, ha akarja. A Super Bowl XXXIX-et 93 millió ember nézte, ebből 91 az USA-ban, a maradék 2 millió fele pedig az Egyesült Királyságban. Valószínűleg ennek az aránylag kis nézettségnek a világ többi részén az amerikaifutball viszonylagos ismeretlensége, illetve az időeltolódás miatti kora hajnali időpont (Európában) az oka.
A legnézettebb Super Bowl a Nielsen nézettségi mutató szerint a 2012-es, Super Bowl XLVI volt, amit 111,3 millióan láttak az Egyesült Államokban. A legnézettebb három műsor egy-egy Super Bowl, sorrendben a 2012-es, 2011-es, 2013-as döntők.
Érdekes, hogy az első két Super Bowlról nem létezik videófelvétel. Ez különösen annak fényében tűnhet furcsának, hogy a Super Bowl I-et az NBC és a CBS csatornák is közvetítették. A 60-as évekig a tévétársaságok nem őrizték meg az adásokat, mivel úgy gondolták, hogy senki nem nézné meg kétszer ugyanazt a műsort. A másik fontos tényező az, hogy akkoriban a házi használatra való felvevőgépek kifejezetten drágák voltak. Ezért fordulhatott elő az, hogy az NFL jelenleg nincs birtokában egyik döntő felvételének sem, kivéve az első meccsről egy kétperces részletnek. Steve Sabol, az NFL Films elnöke szerint a tévétársaságok szappanoperákat vettek rá a mérkőzés felvételeire. Mivel még mindig van esély, hogy előkerüljenek felvételek a mérkőzésekről, az NFL 1 millió dolláros pénzjutalmat tűzött ki bármelyik felvételre, ha az esetleg megkerül.
A Super Bowl-közvetítések híresek még az extravagáns, kifejezetten drága reklámjaikról is. 1984-ben az Apple informatikai cég Macintosh számítógépét bemutató reklámja volt az úttörő ezek közül. Az árak hihetetlenül magasak, a legutóbbi Super Bowlon egy 30 másodperces reklám 7 millió dollárba került. Azt is hozzá kell tenni, hogy ezek a reklámok általában az átlagosnál jóval kreatívabbak, ötletesebbek, és igényesebbek. Sokan kizárólag a reklámokért nézik meg a Super Bowlt.
Érdekesség, hogy az NFL nem engedélyezi, hogy Las Vegas reklámozhassa magát a Super Bowlok alatt, mivel úgy érzik, hogy a döntő szellemiségének nem felelnek meg a várost a szerencsejátékok Mekkájaként bemutató reklámfilmek. Nem az egyetlen reklámozók, akik nem kapnak engedélyt a reklámozásra, de városként egyedülállóak.
Azt, hogy melyik TV-társaság közvetíti a Super Bowlt, egy rotációs szisztéma alapján döntik el. 2005-ig a 4 nagy amerikai televíziós társaság közül a 3, akik között váltakozott a közvetítés joga, az ABC, az CBS, és a FOX voltak. Az ABC közvetítette a Super Bowl XL-et, és valószínűleg sokáig ez lesz az utolsó, amit ezen a csatornán lehetett látni, mivel az új szerződések értelmében az ABC helyére az NBC került, akik először a 2009-es Super Bowl XLIII-at közvetítették.

### Show
A Super Bowl előtt, és annak félidejében nagyszabású show-val szórakoztatják a közönséget. Kezdetben a félidei show nem volt különösebben nagy esemény, csupán a helyi egyetemek rezesbandái léptek fel, de ahogy nőtt a futball népszerűsége, úgy lettek egyre nagyszabásúbbak a mérkőzést övező showelemek. A mérkőzés előtt egy ismert énekes, vagy énekesek éneklik el az amerikai himnuszt. A félidőben egy kisebbfajta koncertet rendeznek a pályán világsztárok részvételével.
2004-ben emlékezetessé vált a Super Bowl XXXVIII félidejében történt események miatt kitört botrány, amely hatásaiban jóval túlmutatott a sport világán. A félidei show fellépői Janet Jackson, és Justin Timberlake voltak. Timberlake „Rock Your Body” című számának közös előadása végén, a dal utolsó sora, az „I'm gonna have you naked by the end of this song” (kb. „A dal végére le foglak vetkőztetni”) elhangzása után Timberlake lerántotta Jackson ruhájának felső részét, így annak csupasz jobb melle láthatóvá vált. Bár a közvetítő csatorna, a CBS rögtön átváltott egy felülnézeti képre, az eseményt így is a nézők milliói láthatták. Timberlake véletlen balesetnek nevezte a történteket, és nyilvánosan bocsánatot kért. A CBS televíziót 550 ezer dolláros büntetéssel sújtották.

### Érdekességek
- A Super Bowlokat római számokkal jelölik, nem pedig azzal az évvel, amelyben játsszák (például Super Bowl 1984). Ez amiatt van, hogy elkerüljék a zavart, amit az okozhatna, hogy egy NFL-szezon két évet ölel fel, és az adott év bajnokságának döntőjét már a következő év januárjában, illetve februárjában játsszák. Az 50. kivétel volt.
- A Super Bowl XXX előtti időszakban sok internetes proxyszerver blokkolta az esemény honlapját, mivel a szűrőkbe be volt állítva az „XXX” kifejezés blokkolása, amely gyakran a pornográfiára utal. Emiatt külön kivételeket kellett alkalmazni, hogy meg lehessen látogatni a honlapot.
- A tőzsdében létezik egy úgynevezett Super Bowl Indicator, egy olyan előjelző amely eddig meglepően pontosnak bizonyult (kb. 80%-ban bejött). Ennek lényege, hogy ha a Super Bowl-t volt AFL-es csapat nyeri, akkor a tőzsdén az árfolyamok csökkenni fognak, ha „ős-NFL-es”, akkor pedig fellendülés várható.[5]
- A Super Bowlt soha nem sikerült úgy megnyerni, hogy az ellenfél ne szerezzen pontot.
- A Super Bowlon még senki nem ért el punt return touchdownt.
- A Buffalo Bills és a Minnesota Vikings egyaránt 4-4 döntőbe jutott be, és valamennyit elbukta.

## Győztesek
Super Bowlt 1967 óta rendeznek, az első négy Super Bowl hivatalos neve AFL-NFL World Championship Game volt.

Hatszor a Pittsburgh Steelers (6–2) és a New England Patriots (6–5) nyert Super Bowlt. A Dallas Cowboys, a San Francisco 49ers öt győzelemmel rendelkezik (Cowboys 5–3, 49ers 5–2). A New England Patriotsnak van a legtöbb Super Bowl részvétele, 11 alkalommal játszottak. A Dallas, a Pittsburgh Steelers és a Denver Broncos 8-szor szerepelt. A Denver és a New England veszített Super Bowlt legtöbbször, összesen öt alkalommal.

## Legértékesebb játékos (MVP)
A Super Bowl legértékesebb játékos díját (Super Bowl MVP) az a játékos kapja, aki a Super Bowl mérkőzésen, az NFL nagydöntőjén a legértékesebb játékos volt.

Az eddigi 59 Super Bowlon 49 különböző játékosnak ítélték oda a díjat. Tom Brady a New England Patriots irányítója ötször, Joe Montana, a San Francisco 49ers irányítója és Patrick Mahomes, a Kansas City Chiefs irányítója háromszor, Bart Starr, Terry Bradshaw és Eli Manning kétszer nyerte el a díjat. 1978-ban a Super Bowl XII-n két játékos megosztva lett a legértékesebb játékos.

## Helyszínek

### Stadionok
2023-ig összesen 27 különböző stadionban rendeztek Super Bowl-t.
| Stadion                                                  | Város, állam                | Rendezés száma | Évek                                           |
| -------------------------------------------------------- | --------------------------- | -------------- | ---------------------------------------------- |
| Louisiana/Mercedes-Benz Superdome/Caesars Superdome      | New Orleans, Louisiana      | 7              | 1978, 1981, 1986, 1990, 1997, 2002, 2013, 2025 |
| Joe Robbie/Pro Player/Dolphin/Sun Life/Hard Rock Stadion | Miami Gardens               | 6              | 1989, 1995, 1999, 2007, 2010, 2020             |
| Miami Orange Bowl                                        | Miami, Florida              | 5              | 1968, 1969, 1971, 1976, 1979                   |
| Rose Bowl                                                | Pasadena                    | 5              | 1977, 1980, 1983, 1987, 1993                   |
| Tulane Stadion                                           | New Orleans, Louisiana      | 3              | 1970, 1972, 1975                               |
| Jack Murphy/Qualcomm Stadion                             | San Diego, Kalifornia       | 3              | 1988, 1998, 2003                               |
| Raymond James Stadion                                    | Tampa, Florida              | 3              | 2001, 2009, 2021                               |
| University of Phoenix Stadion/State Farm Stadion         | Glendale (Arizona), Arizona | 3              | 2008, 2015, 2023                               |
| Los Angeles Memorial Coliseum                            | Los Angeles, Kalifornia     | 2              | 1967, 1973                                     |
| Tampa Stadion                                            | Tampa, Florida              | 2              | 1984, 1991                                     |
| Georgia Dome                                             | Atlanta, Georgia            | 2              | 1994, 2000                                     |
| Reliant Stadion/NRG Stadium                              | Houston, Texas              | 2              | 2004, 2017                                     |
| Rice Stadion                                             | Houston, Texas              | 1              | 1974                                           |
| Pontiac Silverdome                                       | Pontiac, Michigan           | 1              | 1982                                           |
| Stanford Stadion†                                        | Stanford, Kalifornia        | 1              | 1985                                           |
| Hubert H. Humphrey Metrodome                             | Minneapolis, Minnesota      | 1              | 1992                                           |
| Sun Devil Stadion                                        | Tempe, Arizona              | 1              | 1996                                           |
| EverBank Field                                           | Jacksonville, Florida       | 1              | 2005                                           |
| Ford Field                                               | Detroit, Michigan           | 1              | 2006                                           |
| AT&T Stadion                                             | Arlington, Texas            | 1              | 2011                                           |
| Lucas Oil Stadium                                        | Indianapolis, Indiana       | 1              | 2012                                           |
| MetLife Stadium                                          | East Rutherford, New Jersey | 1*             | 2014                                           |
| Levi's Stadium                                           | San Francisco, Kalifornia   | 1              | 2016, 2026                                     |
| US Bank Stadium                                          | Minneapolis, Minnesota      | 1              | 2018                                           |
| Mercedes-Benz Stadium                                    | Atlanta, Georgia            | 1              | 2019                                           |
| SoFi Stadium                                             | Inglewood, Kalifornia       | 1              | 2022, 2027                                     |
| Allegiant Stadium                                        | Paradise, Nevada            | 1              | 2024                                           |

- A dőlt betűvel írt stadionok ma már nem léteznek, mert lebontották.
- † Az eredeti Stanford Stadiont – amelyben a Super Bowl XIX-t rendezték –, lebontották és újraépítették 2006-ban.